# Driewitz

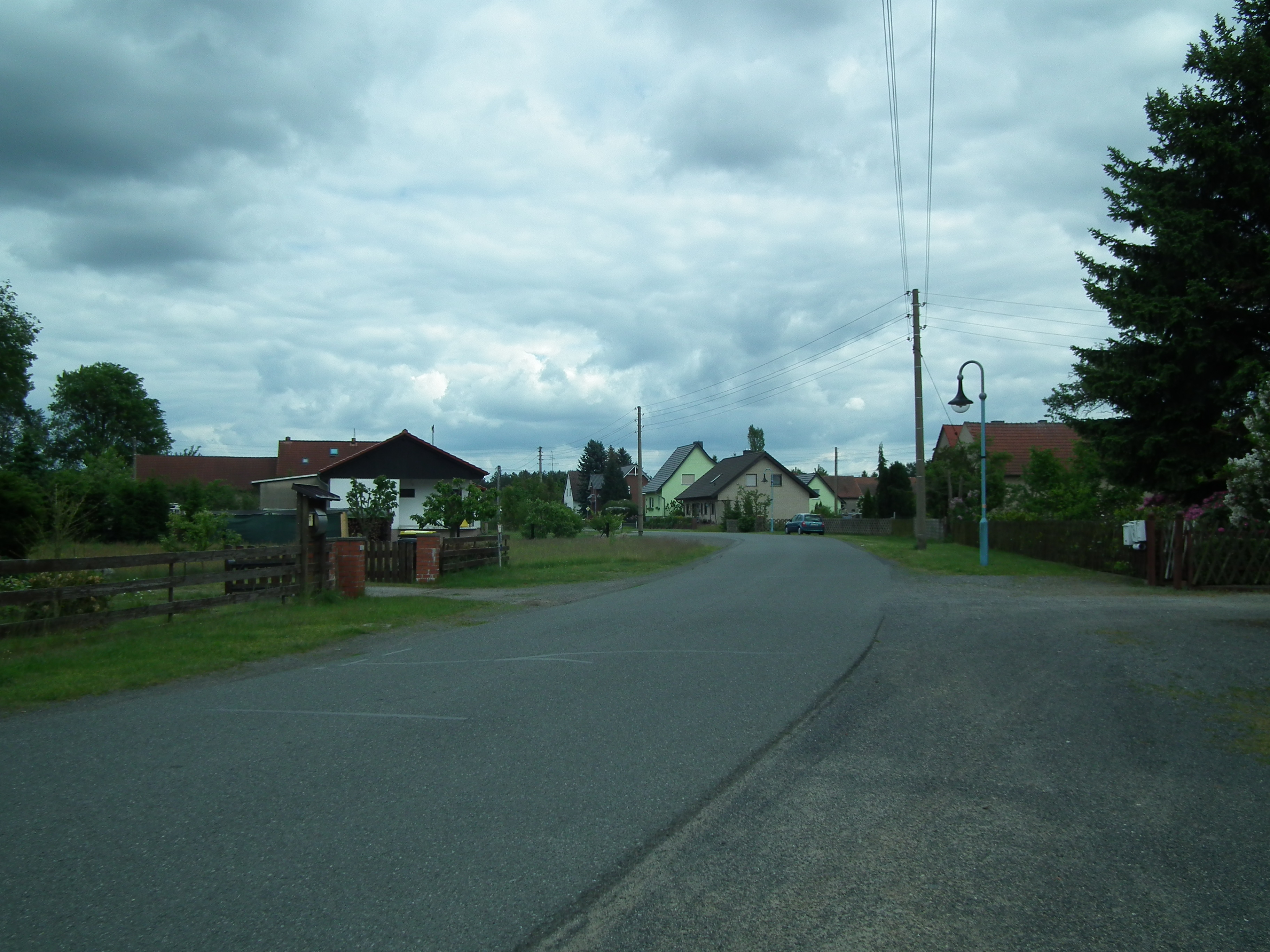
Driewitz

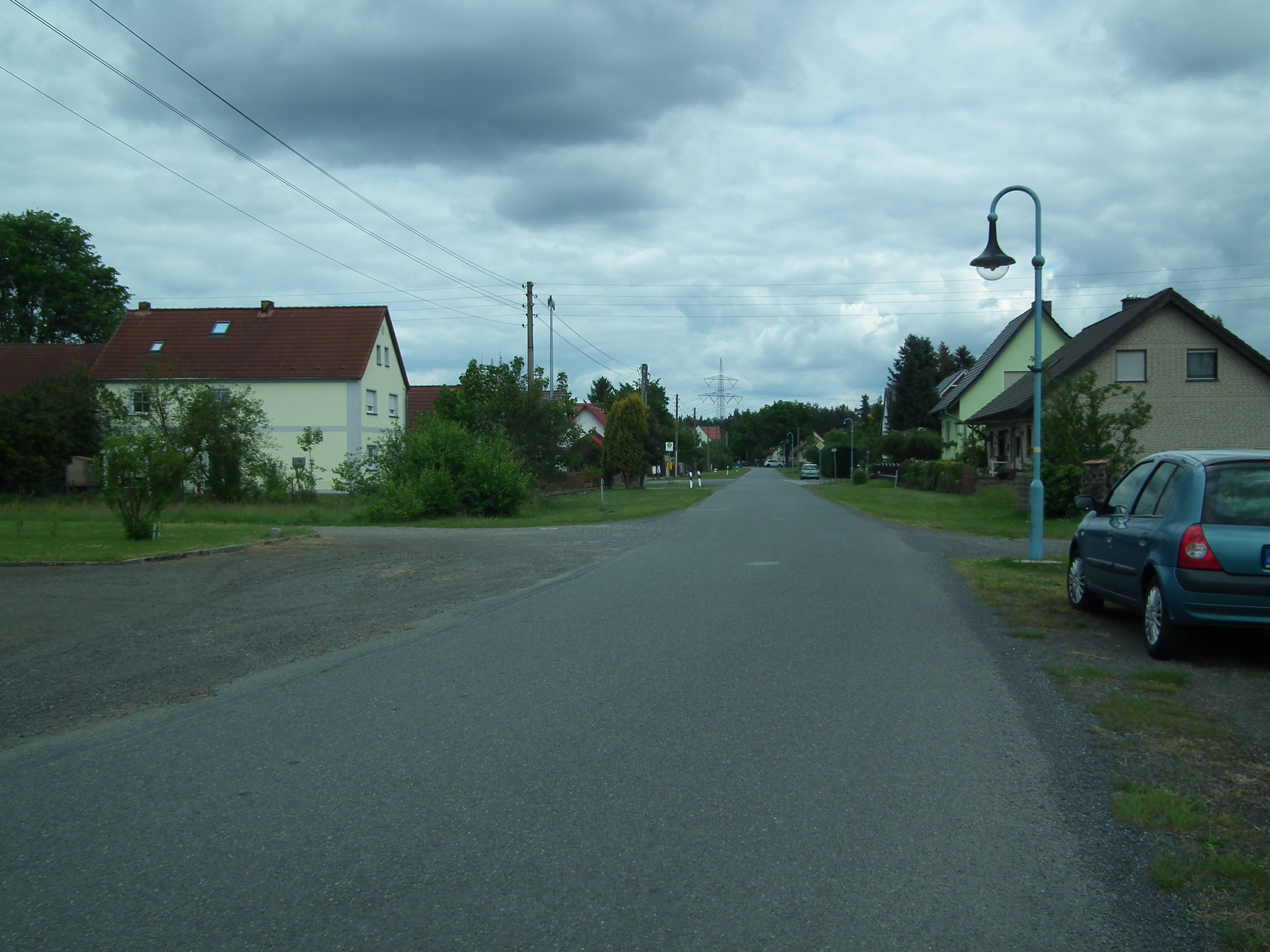
Driewitz

Driewitz, obersorbisch Drěwcyⓘ, ist ein Ortsteil der sächsischen Gemeinde Lohsa im Norden des Landkreises Bautzen. In Driewitz markieren eine Linde als Symbol der Sorben sowie ein einmetergroßer Findling den geographischen Mittelpunkt des offiziellen sorbischen Siedlungsgebiets im sächsischen Teil der Oberlausitz.

## Geographie
Das Gassendorf Driewitz liegt südlich von Lohsa im Biosphärenreservat Oberlausitzer Heide- und Teichlandschaft. Der nächste Ort ist Litschen, etwa zwei Kilometer entfernt; nach Lohsa sind es fünf Kilometer. Drehna befindet sich drei Kilometer östlich, jenseits der Kreisgrenze. Im Norden gab es den Tagebau Lohsa, der inzwischen rekultiviert ist. Im Süden befindet sich mit den Driewitz-Milkeler Heiden ein großes zusammenhängendes Waldgebiet. Driewitz liegt im Binnendelta der Spree, das von der Großen Spree im Osten und der Kleinen Spree im Westen begrenzt wird.
Nördlich am Ort entlang führen die Staatsstraße 108 sowie die Bahnstrecke Węgliniec–Falkenberg/Elster, die beide Lohsa und Uhyst (Spree) verbinden.

## Geschichte

### Ortsgeschichte
Im ausgehenden Mittelalter siedelten sich Holzarbeiter an. Aus dem Jahr 1509 stammt die erste urkundliche Erwähnung, bereits 1536 werden Driewitzer Teiche erwähnt. Die Existenz des Rittergutes Driewitz ist für das Jahr 1604 belegt. Das Rittergut wurde 1706 von Rudolph dem Jüngeren an Friedrich Wilhelm von Schönberg verkauft.
Beim Lohsaer Bauernaufstand im Jahr 1794, der durch den Wegfall eines Feiertages ausgelöst wurde, waren Driewitzer nicht nur beteiligt, mit dem Häusler Michael Bartsch (sorbisch Michał Barč) kam sogar einer der Anführer aus dem Dorf. Der Lohsaer Gutsherr Wolf Heinrich von Muschwitz wurde in Mortka aufgegriffen und mit Schlägen und der Androhung „französisch“ zu reden (infolge der Französischen Revolution wurden ab 1789 viele Adlige getötet) zu einem schriftlichen Verzicht auf Verfolgung gebracht. Dabei gab es zudem Verwüstungen an gutsherrlichem Besitz in mehreren Orten des Kirchspiels, darunter auch in Driewitz. Ein Kommando sächsischer Dragoner, entsendet durch die Oberamtsregierung Bautzen, beendete den Aufstand. Mehrere Einwohner wurden mit Strafen bedacht, Bartsch erhielt Festungshaft.
Infolge des Wiener Kongresses musste 1815 ein Teil Sachsens an Preußen abgegeben werden, auch der Teil der Oberlausitz, in dem Driewitz lag. Durch Bildung des Landkreises Hoyerswerda kam Driewitz 1825 von der Provinz Brandenburg zur Provinz Schlesien. Um 1831 wurde südlich von Driewitz die Ortschaft Neudriewitz gegründet, die aus einem Vorwerk und fünf Häuslerstellen bestand. Diese wurde 1900 wieder aufgegeben.
Gegen Ende des Zweiten Weltkriegs wurde im Raum Uhyst entlang der Spree eine Befestigungsstellung ausgebaut. Nach dem Neißeübertritt der Roten Armee am 16. April 1945 rückte sie am 19. April in Richtung Lohsa und Königswartha vor, so dass der Front bereits wenige Tage später zwischen Lohsa auf der einen und Driewitz auf der anderen Seite verlief.
Nach dem Krieg kam Driewitz wieder an das Land Sachsen, wurde bei der Verwaltungsreform von 1952 jedoch mit dem verkleinerten Kreis Hoyerswerda dem Bezirk Cottbus zugeschlagen. Bis Ende 1956 blieb Driewitz eine eigenständige Gemeinde, danach gehörte es zu Litschen und seit dem 1. Januar 1994 zu Lohsa.

### Bevölkerungsentwicklung
| Jahr | Einwohner |
| ---- | --------- |
| 1825 | 152       |
| 1871 | 209       |
| 1885 | 197       |
| 1905 | 159       |
| 1925 | 155       |
| 1939 | 138       |
| 1946 | 157       |
| 1950 | 155       |
| 1971 | 141       |
| 1999 | 164       |
| 2007 | 146       |
| 2009 | 142       |
| 2016 | 113       |

Die Zahlen zur Bevölkerung stammen aus verschiedenen Quellen und sind, wenn nicht anders vermerkt, dem Band 67 der Werte der deutschen Heimat sowie dem Historischen Ortsverzeichnis von Sachsen entnommen.
| Jahr | besessene Mann | Gärtner | Häusler |
| ---- | -------------- | ------- | ------- |
| 1600 | 2              | 05      | 07      |
| 1657 | 2              | 05      | 07      |
| 1733 | 2              | 04      | 07      |
| 1777 | –              | 12      | 07      |
| 1807 | –              | 11      | 19      |

Im Jahr 1600 wirtschafteten in Driewitz zwei besessene Mann, fünf Gärtner und sieben Häusler. Ein Jahrzehnt nach dem verheerenden Dreißigjährigen Krieg (1618–1648) war diese Bevölkerungsstruktur unverändert, was den Schluss nahelegt, dass Driewitz weniger als andere Orte vom Krieg betroffen war. Ein Dreivierteljahrhundert später war die Zahl der Gärtner um einen gesunken, ansonsten war die Bevölkerungsgröße unverändert. In dem folgenden halben Jahrhundert hatte sich die Bevölkerungsstruktur hingegen stark verändert. Im Jahr 1777 wurden keine Bauern mehr genannt, dafür stieg die Zahl der Gärtner auf zwölf, zudem wurde eine wüste Wirtschaft genannt. Die Bevölkerung stieg in den folgenden Jahrzehnten nochmals, so dass 1807 elf Gärtner und 19 Häusler gezählt wurden.
Bei der ersten preußischen Volkszählung im Jahr 1825, die nicht mehr die Ermittlung der zinspflichtigen Wirtschaften, sondern jedes Einwohners zum Ziel hatte, wurden 152 Einwohner gezählt. Im folgenden halben Jahrhundert bis zur Reichsgründung 1871 stieg die Einwohnerzahl auf 209, ging danach jedoch leicht zurück. Anfang der achtziger Jahre hatte Muka 202 Einwohner gezählt, von denen 200 Sorben waren. Mitte des Jahrzehnts wurden noch 197 Einwohner gezählt, bis 1905 fiel die Zahl auf 159 ab. Mit 155 Einwohnern im Jahr 1925 zeichnete sich ein Stopp des Rückgangs ab. Im hundertjährigen Vergleich wuchs die Einwohnerzahl zwischen 1825 und 1925 um nur 2 %.
Bis zum Mai 1939 war nochmals ein leichter Rückgang zu verzeichnen, jedoch stieg die Zahl nach Kriegsende durch Flüchtlinge und Vertriebene aus dem Osten auf 157 im Oktober 1946, und auch 1950 war die Zahl mit 155 Einwohnern nahezu unverändert. Laut Ernst Tschernik betrug der sorbischsprachige Bevölkerungsanteil in der Gemeinde Driewitz 1956 noch immer  90,7 % der Bevölkerung; damit war Driewitz einer jener Orte in der Region mit dem höchsten Anteil an Sorbisch-Sprechern. Zwei Jahrzehnte später war mit 141 Einwohnern ein leichter Rückgang zu verzeichnen. Fast weitere vier Jahrzehnte später hat sich die Einwohnerzahl mit 142 im Dezember 2009 wieder in diesem Rahmen eingefunden.

### Ortsname
Urkundlich überlieferte Formen des Ortsnamens sind Drewitz (1509), Triebiz (1658), Diebitz (1732), Triebitz (1746) und schließlich Driewitz (1791). Noch später als beim deutschen Ortsnamen setzt die schriftliche Überlieferung des sorbischen Ortsnamens ein, belegt sind Drjewzy (1800), Drjewcy (1843) und Drěwcy (1885). Eichler sieht einen Zusammenhang mit drevo ‘Holz’ oder dessen Deminutivum drev́ce ‚Gehölz‘, wobei die spät einsetzende Überlieferung die Grundform offenlässt. Der somit als Siedlung am/im Gehölz erklärbare Ortsname wird durch das Vorhandensein eines größeren Waldgebiets gedeckt.

## Vereinsleben
Durch den 1999 gegründeten Heimatverein Driewitz werden jährlich zwei bis drei Veranstaltungen durchgeführt. Daneben kümmern sich die über 40 Mitglieder um die Mitgestaltung des kulturellen und sportlichen Lebens in der Ortschaft sowie um den Erhalt und die Verschönerung des Ortsbildes sowie des Biosphärenreservates. Zusammen mit der Freiwilligen Feuerwehr Driewitz wird unter anderem mit Zampern und dem Hexenbrennen die sorbische Kultur gepflegt und aufrechterhalten. Im Jahre 2009 beging der Heimatverein sein 10-jähriges Gründungsjubiläum und die Feuerwehr feierte ihren 70. Geburtstag.